# Kabinett Winter
Das Kabinett Winter bildete von 29. Dezember 1830 bis 7. März 1838 die Landesregierung von Baden.
| Amt                                                                | Name                                                                    |
| ------------------------------------------------------------------ | ----------------------------------------------------------------------- |
| Kabinetts- und Staatsminister als Präsident des Staatsministeriums | Wilhelm Freiherr von Berstett bis 13. Februar 1831                      |
| Kabinetts- und Staatsminister als Präsident des Staatsministeriums | Sigismund Freiherr von Reitzenstein seit 24. Mai 1832                   |
| Inneres                                                            | Ludwig Georg Winter                                                     |
| Äußeres und großherzogliches Haus                                  | Wilhelm Freiherr von Berstett bis 13. Februar 1831                      |
| Äußeres und großherzogliches Haus                                  | Isaak Jolly 1831 (provisorisch)                                         |
| Äußeres und großherzogliches Haus                                  | Johann von Türckheim vom 27. Juli 1831 bis 31. Oktober 1835             |
| Äußeres und großherzogliches Haus                                  | Friedrich Landolin Karl Freiherr von Blittersdorf seit 31. Oktober 1835 |
| Justiz                                                             | Daniel Gulat von Wellenburg von 29. Dezember 1830 bis 3. November 1835  |
| Justiz                                                             | Isaak Jolly seit 3. November 1835                                       |
| Finanzen                                                           | Christian Friedrich von Boeckh seit 14. Oktober 1821                    |
| Krieg                                                              | Konrad Freiherr von Schäffer bis 4. Dezember 1833                       |
| Krieg                                                              | Eugen Freiherr von Freydorf seit 9. Dezember 1833                       |